# Campeonato Asiático de Voleibol Femenino Sub-17
El Campeonato Asiático de Voleibol Femenino Sub-18 es un torneo de voleibol femenino. Es organizado por la Confederación Asiática de Voleibol y el país anfitrión, y está dirigido a las selecciones nacionales que integren jugadoras con un máximo de 18 años de edad.

## Historial
| N.º  | Año  | Sede              |       |                 |              |              |
| ---- | ---- | ----------------- | ----- | --------------- | ------------ | ------------ |
| I    | 1997 | Yala              | Japón | Korea           | China        | Tailandia    |
| II   | 1999 | Singapur          | China | Japón           | China Taipéi | Korea        |
| III  | 2001 | Trang             | China | Japón           | Korea        | China Taipéi |
| IV   | 2003 | Sisaket           | China | Corea del Norte | Tailandia    | China Taipéi |
| V    | 2005 | Mandaue           | China | Korea           | China Taipéi | Japón        |
| VI   | 2007 | Kamphaeng Phet    | Japón | Korea           | China        | China Taipéi |
| VII  | 2008 | Manila            | Japón | China           | Tailandia    | Korea        |
| VIII | 2010 | Kuala Lumpur      | Japón | China           | Tailandia    | Korea        |
| IX   | 2012 | Chengdu           | Japón | China           | China Taipéi | Korea        |
| X    | 2014 | Nakhon Ratchasima | Japón | Tailandia       | China        | Korea        |
| XI   | 2017 | Chongqing         | Japón | China           | Korea        | Tailandia    |
| XI   | 2018 | Nakhon Pathom     | Japón | China           | Tailandia    | Korea        |

## Medallero
- Actualizado a Tailandia 2018

| Núm. | País            | Oro | Plata | Bronce | Total |
| ---- | --------------- | --- | ----- | ------ | ----- |
| 1    | Japón           | 8   | 2     | 0      | 10    |
| 2    | China           | 4   | 5     | 3      | 12    |
| 3    | Korea           | 0   | 3     | 2      | 5     |
| 4    | Tailandia       | 0   | 1     | 4      | 5     |
| 5    | Corea del Norte | 0   | 1     | 0      | 1     |
| 6    | China Taipéi    | 0   | 0     | 3      | 3     |
|      | TOTAL           | 12  | 12    | 12     | 36    |

## MVPpor edición
- 2018 –  Japón - Nishikawa Yoshino
- 2017 –  Japón - Nishikawa Yuki
- 2014 –  Japón - Airi Miyabe
- 2012 –  Japón - Sarina Koga
- 2010 –  Japón - Mari Horikawa
- 2008 –  Japón - Shiori Murata
- 2007 –  Japón - Miyu Nagaoka
- 2003 –  China - Wang Yimei
- 2001 –  China - Huang Huiping
- 1997 –  Japón - Midori Takahashi